# Destroy All Humans! (jogo eletrônico de 2005)
Destroy All Humans!, ou simplesmente DAH!, é um jogo de Tiro em terceira pessoa em mundo aberto desenvolvido pela empresa australiana Pandemic Studios e publicado pela THQ no dia 21 de junho de 2005 para os videogames Playstation 2 e Xbox. Uma versão digital do game foi lançada para XBL em 15 de setembro de 2008. É o primeiro jogo da série Destroy All Humans!.
Em Destroy All Humans!, a história se passa nos anos 50 dos EUA em seis lugares fictícios. No jogo, o personagem principal é Cryptosporidium-137 (chamado de Crypto), um alienígena da raça Furon. A história - cheia de paródia à cultura pop, estilo de vida e política desse período - segue os seus esforços para coletar DNA humano e assumir o governo americano.

## Jogabilidade
Destroy all Humans! é um jogo de mundo aberto jogado em terceira pessoa. O jogador usa armas e habilidades especiais para lutar contra inimigos, e pode andar, saltar; usar a nave ou o jetpack para navegar pelo mundo do jogo. Um dos objetivos do jogador é completar missões para progredir na história, e tal como outros jogos em mundo aberto, essas podem ser completadas segundo a vontade do jogador. Se o jogador cometer atos ilegais enquanto joga, poderá haver uma resposta pelas forças da autoridade. A respostas destas forças é medido por uma barra de "Wanted" (Procurado, em português); se o jogador continuar a cometer crimes ou se responde com agressão, a barra acumula estrelas, e os esforços das forças de autoridade para incapacitar o jogador tornam-se pro-ativos, bem parecido com Grand Theft Auto.
O modo história de  Destroy all Humans! é jogado através de um protagonistas controlado pelo jogador; Cryptosporidium-137, um alienígena da raça Furon que vem para o planeta cumprir missões.
O jogo é apresentado em seis mundos abertos, com um pequeno mapa, em que o jogador pode percorrer livremente quando não está numa missão. Todos os mundos do jogo são inspirados em lugares reais; Turnipseed Farm (norte da Georgia), Rockwell (Roswell), Santa Modesta (Santa Monica), Area 42 (Área 51), Union Town (Pittsburgh) e Capitol City (Washington D.C.). O jogador também pode comprar melhorias para as armas e para a nave.

## Enredo
O Jogo começa com um alien da raça Furon, chamado Cryptosporidium 136 (clone nº 136) voando sobre sua nave no deserto, sua nave é atingida e ele fica gravemente ferido, ele então é capturado pelo exército, na presença do Presidente Huffman (na época do jogo seria Kennedy), General Armquist (líder do Exército dos Estados Unidos) e um misterioso vestindo preto (líder da Majestic), imediatamente Ortopox 13 (Cientista Furão maligno e de grande inteligência enviado para comandar as operações na terra) cria Cryptosporodium 137 e o manda para a terra para contactar os humanos. Ao chegar Crypto pousa sua nave em uma pequena fazenda, ele tenta falar com uma vaca, sem resposta, este decide ler a mente das vacas, apenas ouve mugidos, irritado, mata todas as vacas, ao sair de sua casa o fazendeiro se assusta e pede para sua esposa dar-lhe sua espingarda, ele tenta matar Crypto, mas é morto eletrocutado por Crypto, que usou seu Zap-o-Matic. Outros três fazendeiros morrem tentando matar Crypto, a esposa do fazendeiro, Martha, sai de sua casa e se depara com Crypto, assustada telefona para a policia local, ao chegar, os policiais se deparam com sua nave, sem demorar muito eles começam a atirar e Crypto, que os mata, Crypto entra em sua nave, e aniquila a fazenda, o Exército chega, mas Crypto, em sua nave, aniquila um grupo de soldados, seus caminhões, tanques e lança-mísseis, a Majestic chega ao local do acidente, mas não confronta Crypto. Crypto volta para a Nave Mãe. E a história se desenrola através das próximas missões

## Música

### Lista de faixas
Todas as faixas escritas e compostas por Garry Schyman, Dialog, The Crew Cuts, Junkie XL, Kelis & Timo Maas, The Elegants, The Chordettes, Walter Wanderley, Meat Beat Manifesto & Big Bopper. 
| Destroy All Humans (Soundtrack) |                                        |         |  |
| N.º                             | Título                                 | Duração |  |
| 1.                              | "Introduction"                         | 0:23    |  |
| 2.                              | "Citizens of Santa Modesto"            | 0:37    |  |
| 3.                              | "Sh Boom (Junkie XL Mix)"              | 3:33    |  |
| 4.                              | "Destroy All Humans Theme"             | 3:46    |  |
| 5.                              | "Help Me"                              | 4:37    |  |
| 6.                              | "My Fellow Citizens"                   | 0:17    |  |
| 7.                              | "Little Star"                          | 4:35    |  |
| 8.                              | "Did You See What I Saw"               | 0:24    |  |
| 9.                              | "Lollipop (Ursula 1000 Mix)"           | 3:00    |  |
| 10.                             | "Good Day, John and Jane America, ..." | 0:29    |  |
| 11.                             | "So Nice (Summer Somba)"               | 2:41    |  |
| 12.                             | "If My Kitchen"                        | 0:11    |  |
| 13.                             | "Beyond the Stars"                     | 3:34    |  |
| 14.                             | "Mind Over Matter"                     | 4:32    |  |
| 15.                             | "Chantilly Lace"                       | 4:01    |  |
| 16.                             | "We Shall Destroy You"                 | 4:22    |  |
| Duração total:                  | Duração total:                         | 41:02   |  |

## Recepção

### Recepção crítica
Destroy all Humans! teve uma recepção mista/positiva por parte dos críticos, obtendo nos sites de críticas agregadas GameRankings e Metacritic uma média de 76,98% e 76/100 para a versão Xbox e de 76,04% e 74/100 para a versão PS2.